# Орден Непорочного Зачатия

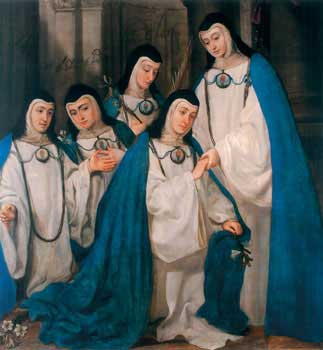
Хуан Карреньо де Миранда. Обеты монахинь-концепционисток.

Концепционистки (исп. Сoncepcionistes), или Орден Непорочного Зачатия (лат. Ordo Immaculatae Conceptionis) — женский институт посвящённой жизни в Римско-католической церкви, основанный в 1484 году в Толедо, в королевстве Кастилия Беатрисой да Силва Менезиш и утверждённый 30 апреля 1489 года Святым Престолом. Институт обозначается аббревиатурой O.I.C.

## История
Основательница ордена, Беатриса да Силва Менезиш происходила из знатной португальской семьи и некоторое время служила фрейлиной королевы Изабеллы Португальской при кастильском дворе. По преданию, королева приревновала фрейлину и посадила её в тюрьму. Во время заточения ей явилась Пресвятая Дева Мария и велела основать орден в честь Её Непорочного Зачатия. После видения, около 1454 года, она оставила двор и укрылись в королевском монастыре доминиканок в честь Святого Доминика в Толедо. Здесь Беатриса да Силва подвизалась более тридцати лет, но без монашеского пострига.
Изабелла Кастильская, дочь королевы Изабеллы Португальской, разделяла её стремление основать новый орден и содействовала переговорам со Святым Престолом по этому поводу. Она подарила ей дворец Гальяна в Толедо. В 1484 году основательница переехала в этот дворец, вместе с двенадцатью сподвижницами. С помощью всё той же королевы Изабеллы Кастильской община получила одобрение конституций буллой лат. Inter universa, данной 30 апреля 1489 года Папой Иннокентием VIII. В ней понтифик даровал общине статус епархиального учреждения и утвердил за ней правило цистерцианцев, до времени, когда будут разработаны и приняты собственные конституции института. Монахиням вменялось ежедневно читать канонические часы в честь Непорочного Зачатия. Основательница умерла незадолго до окончательного утверждения ордена.
После её смерти были предприняты попытки присоединить общину к доминиканкам, но вместо этого, благодаря усилиям монаха-францисканца Хуана де Толосы, она была присоединена к клариссинкам, что было официально утверждено 19 августа 1494 года буллой Ex supernae providentiae Папы Александра VI. Тот же Папа в 1496 году объединил общину с общиной бенедиктинок из Сан-Педро-де-лас-Дуэньяс. Такое положение дел противоречило стремлению основательницы основать отдельный орден. Только вмешательство кардинала Франсиско Хименес де Сиснероса спасло институт от окончательно исчезновения. Он выделил общину, переведя её в главную обитель в Санта-Фе, некогда бывшую монастырём францисканцев, ныне известную как монастырь концепционисток в Толедо. 17 сентября 1511 года, по просьбе короля Фердинанда II Арагонского, Папа Юлий II декретом Ad statum prosperum утвердил за общиной статус автономного ордена, поставив его под защиту генерального министра францисканцев, из-за чего иногда монахинь института называют францисканками-концепционистками. Специальные конституции нового ордена были составлены в 1616 году кардиналом Франсиско Квиньонесем. Вскоре после этого орден распространился по территории Португалии, Испании, Италии, Франции, Мексики, Бразилии.
После Второго Ватиканского собора в ордене была предпринята попытка создать правило, соответствующее харизме основательницы. И, после тщательного исследования, во многом благодаря усилиям преподобной матери Мерседес Иисуса Эгидо, 8 сентября 1996 года святой Папа Иоанн Павел II утвердил новые конституции ордена и разрешил монастырям концепционисток выходить из-под опеки францисканцев. В таких общинах могут придерживаться как устава клариссинок, так и устава цистерцианцев.

## В настоящее время
На 31 декабря 2008 года в 146 монастырях ордена подвизались 1800 монахинь и послушниц.
Автономные монастыри института, управляемые аббатисами, находятся на территории Аргентины, Бельгии, Боливии, Бразилии, Колумбии, Эквадора, Экваториальной Гвинеи, Мексики, Перу, Португалии и Испании.

### Деятельность
Концепционистки ведут строго созерцательный образ жизни, посвященный созерцательной молитве и труду. Их облачение состоит из белой туники и белого скапулярия, синего плаща, пояса из конопли, чёрного плата. На скапулярии и мантии вышит образ Божией Матери «Непорочное Зачатие».

## Покровители и известные члены ордена

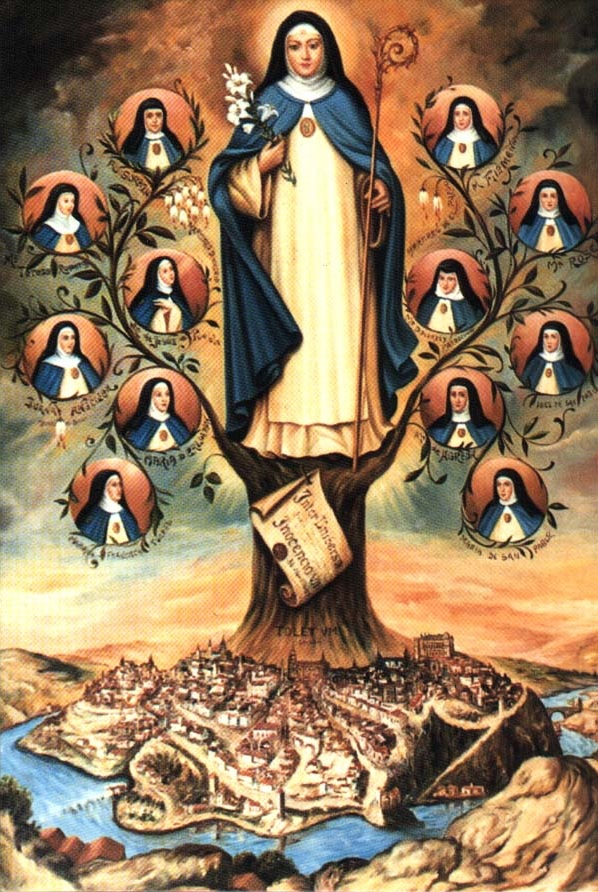
Святая Беатриса да Сильва-Менезес.

Основательница института, Беатриса да Сильва-Менезес была причислена Папой Пием XI к лику блаженных 28 июля 1926 года и канонизирована Папой Павлом VI 3 октября 1976 года. В ордене подвизались известные мистики и духовные писательницы XVI—XVII веков Мария Иисуса де Томелин, Мария Иисуса де Агреда, Мария Ангелов Сорасу, Хуана Зачатия де Мальдонадо.
В XIX веке большим влиянием при испанском королевском дворе пользовалась монахиня-мистик Покровительства Марии, в миру Мария Хосефа де лос Долорес Анастасия де Квирога-Капопардо, известная также как «монахиня ран». Она сыграла важную роль в создании и реформировании многих монастырей ордена в Испании и Франции. В настоящее время начат процесс по причислению её к лику блаженных.
В XX веке во время гражданской войны в Испании коммунистами были убиты аббатиса Мария Елизавета Андия-Лакаба и 13 монахинь ордена, которые также ожидают своей канонизации. Упоминавшаяся выше Мерседес Иисуса Эгидо, проделавшая огромную работу по возвращению институту первоначальной харизмы его основательницы, заслужила звание «второй основательницы ордена».